# Hombrados
Hombrados es un municipio y localidad española de la provincia de Guadalajara, en la comunidad autónoma de Castilla-La Mancha. El término municipal tiene una población de 43 habitantes (INE 2024).

## Geografía
Ubicación
Integrado en la comarca de Señorío de Molina-Alto Tajo, se sitúa a 159 km de la capital provincial. El término municipal está atravesado por la carretera N-211 entre los pK 79 y 80.
El relieve del territorio en una zona predominantemente llana con pero de elevada altitud en el sistema Ibérico castellano, a los pies de la llamada Sierra de los Castillejos de Zafra, donde destaca el pico San Segundo (1353 m). La altitud del municipio oscila entre los 1402 m (cerro Bétera) al noreste y los 1190 m en la ribera de un arroyo al suroeste. El pueblo se alza a 1245 m sobre el nivel del mar.
El término municipal limita con los de Campillo de Dueñas, Castellar de la Muela, Morenilla, Odón y El Pobo de Dueñas.
| Noroeste: Campillo de Dueñas | Norte: Campillo de Dueñas | Noreste: Odón (Teruel)     |
| Oeste: Castellar de la Muela |                           | Este: El Pobo de Dueñas    |
| Suroeste: Morenilla          | Sur: Morenilla            | Sureste: El Pobo de Dueñas |

## Historia
Antonio Herrera Casado considera probable su fundación con la repoblación de los siglos XII y XIII producida tras la Reconquista del territorio.
Hacia mediados del siglo XIX, el lugar tenía contabilizada una población de 124 habitantes. Aparece descrito en el noveno volumen del Diccionario geográfico-estadístico-histórico de España y sus posesiones de Ultramar de Pascual Madoz de la siguiente manera:

HOMBRADOS: l. con ayunt. en la prov. de Guadalajara (24 leg.), part. jud. de Molina (3), aud. terr. de Madrid (34), c. g. de Castilla la Nueva, dióc. de Sigüenza (14): sit. en un cerro con esposicion al S., y combatido principalmente por los vientos N. y O., las enfermedades mas comunes son reumas: tiene 64 casas; la consistorial; escuela de instruccion primaria frecuenlada por 20 alumnos, á cargo de un maestro á la vez sacristan, dotado por el primer concepto con 5 celemines de trigo por cada vecino, y 2 por cada uno de los discípulos; hay una posada con pocas comodidades, y una igl. parr. (La Asuncion) servida por un cura de prov. real y ordinaria previo concurso; fuera de la pobl. á dist. de 300 pasos hay una fuente de abundantes y buenas aguas, con su caño y pilones, surte al vecindario para sus necesidades domésticas y para abrevar los ganados. térm.: confina N. Campillo; E. El Povo; S. Morenilla, y O. Castellar; dentro de él se encuentran varias fuentes y manantiales; la ermita de la Soledad y la de San Segundo, y los desp. de Betera y Alcalá, conocido este último ahora con el nombre de Casones: el terreno fertilizado en parte por las aguas de las fuentes y un arroyuelo que corre de N. á S., participa de llano y sierra, con algunos cabezos sueltos, en lo general es de mediana calidad, comprende una deh. boyal llamada la Serretilla, poblada de marojo y cagigo con buenos pastos; otra que dicen de Alcalá con estenso prado, y un trozo de arbolado de roble; la titulada Dehesillas, tambien con monte bajo y escelenles pastos; la parte de la sierra, sit. al N., tiene arbolado de roble, marojo y estepas. caminos: los locales y la carretera que dirige de Molina á Teruel. correo: se recibe y despacha en la adm. de Molina, por un cartero que pagan varios pueblos. prod.: trigo puro, centeno, cebada, avena, guijas, lentejas, guisantes, yeros, patatas y algunas verduras; se cria ganado lanar, cabiio, vacuno, mular, asnal y de cerda; caza de liebres, conejos, perdices y algun venado. ind.: la agrícola y una prensa para sacar cera, de la cual se sirven los pueblos inmediatos. comercio: esportacion del sobrante de frulos, ganado y lana, é importacion de los art. de consumo que faltan; hay una tienda de abaceria mal surtida. pobl.: 35 vec., 124 alm. cap. prod.: 567,500 rs. imp.: 45,400. contr.: 2,362. presupuesto nunicipal: 2,000, se cubre por reparto vecinal.
(Madoz, 1847, p. 216)

En 2015, a finales del mes de septiembre, el pueblo atrajo cierta atención debido al rodaje de la serie Juego de tronos, llevado a cabo en el castillo de Zafra el cual se encuentra entre Campillo de Dueñas y Hombrados. 

## Demografía
Hombrados cuenta con una población de 43 habitantes (INE 2024).
| Gráfica de evolución demográfica de Hombrados entre 1842 y 2021                                                     |
| |
| Población de derecho según los censos de población del INE Población de hecho según los censos de población del INE |

En la década de 1940 alcanzó su cuota máxima de población, con 409 habitantes, pero la emigración a las ciudades ha hecho que la población merme, año tras año, hasta llegar a los 51 habitantes del año 2023, según los datos oficiales del INE.

## Patrimonio cultural
- Sierra de Caldereros
- Arroyo Fuente del Ojo
- Ermita de San Segundo[4]
- Ermita de la Soledad[4]

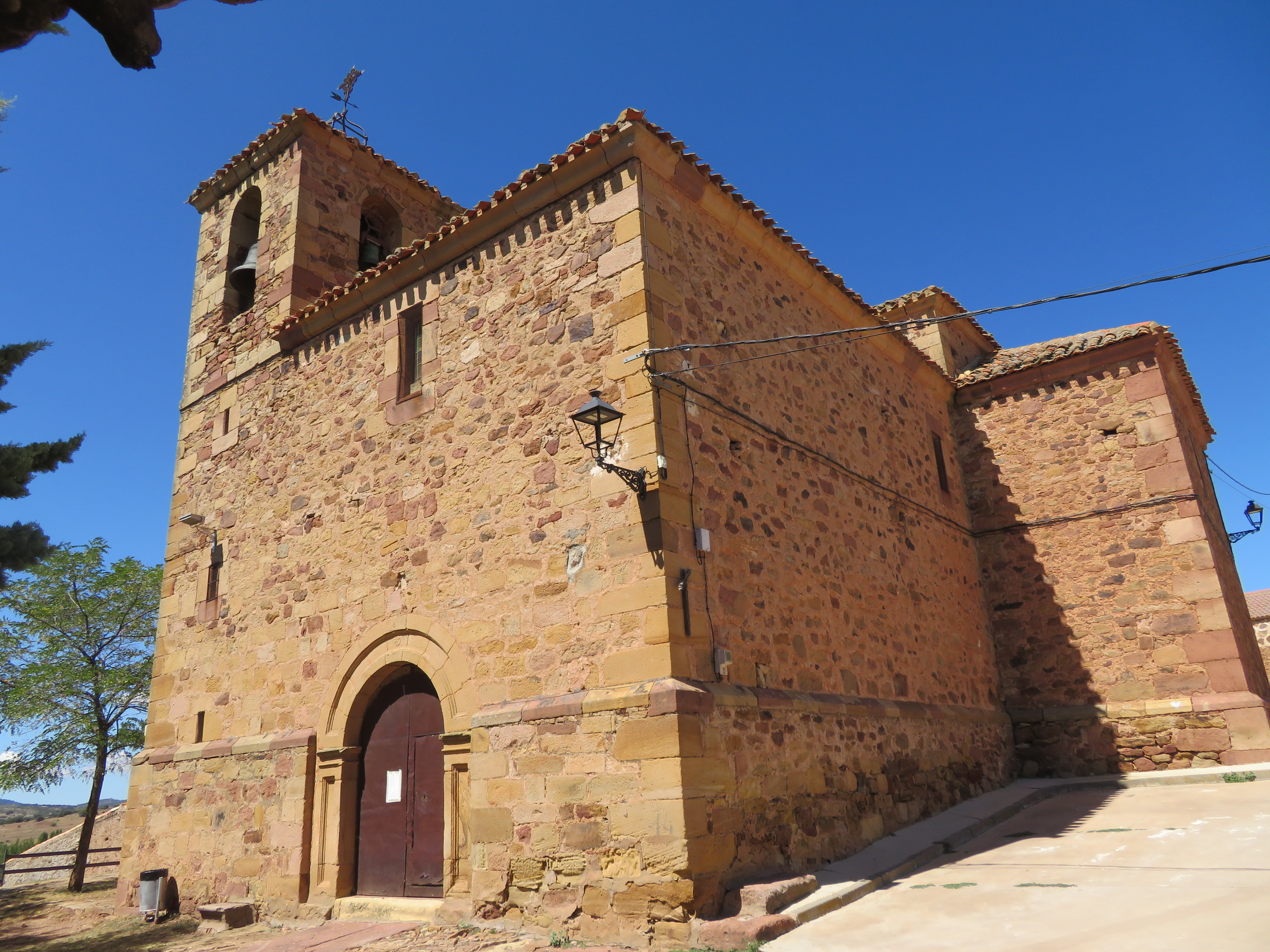
Iglesia parroquial de la Asunción

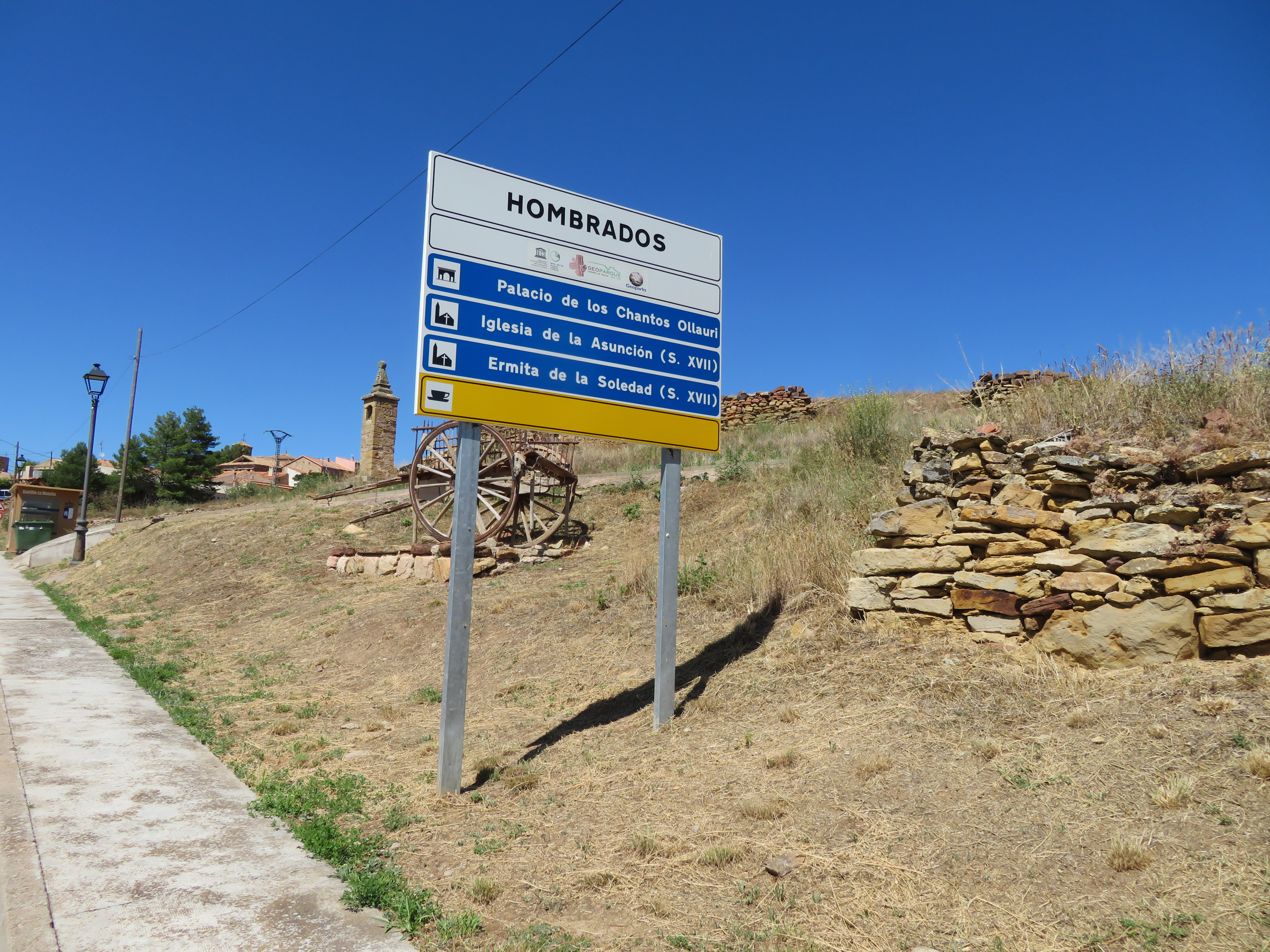
Cartel en Hombrados

- Iglesia de Nuestra Señora de la Asunción[4]

## Personas notables
- Diego González Chantos de Ollauri, escritor, teólogo y eclesiástico. Fue uno de los primeros investigadores del mundo celtibérico en la provincia de Guadalajara.